# Distretto di Ben Mehidi
Il distretto di Ben Mehidi è un distretto della provincia di El Tarf, in Algeria, con capoluogo Ben Mehidi.

## Comuni
Il distretto di Ben Mehidi comprende 3 comuni:
- Ben Mehidi
- Echatt
- Berrihane